# Little Neston
Little Neston är en ort i civil parish Neston, i distriktet Cheshire West and Chester, i grevskapet Cheshire, i England. Ward hade 4 777 invånare år 2021. Little Neston var en civil parish 1866–1894 när blev den en del av Neston cum Parkgate. Civil parish hade 1 012 invånare år 1891. Byn nämndes i Domedagsboken (Domesday Book) år 1086, och kallades då Nestone.